# Graúna-de-ombros-vermelhos
A graúna-de-ombros-vermelhos (Agelaius assimilis) é uma espécie de ave da família dos icterídeos. É endêmica de Cuba, mas apesar de sua distribuição limitada, a espécie está listada como pouco preocupante na Lista Vermelha da IUCN.